# IC 1364
IC 1364 — галактика типу C (компактна галактика) у сузір'ї Малий Кінь.
Цей об'єкт міститься в оригінальній редакції індексного каталогу.